# Macrozamia concinna
Macrozamia concinna — вид голонасінних рослин класу саговникоподібні (Cycadopsida).
Етимологія: лат. concinnus — «акуратний або елегантний», з посиланням на компактність і акуратність.

## Опис
Рослини без наземного стовбура, стовбур 8–15 см діаметром. Листків 1–5 в кроні, вони темно-зелені, напівглянсові, довжиною 50–90 см, з 80–120 листовими фрагментами; хребет сильно спірально закручений, прямий, жорсткий; черешок довжиною 9–24 см. Листові фрагменти прості; середні — 140—210 мм, шириною 4–6 мм. Пилкові шишки веретеновиді, 14–22 см завдовжки, 4–4,5 см діаметром. Насіннєві шишки яйцеподібні, 13–15 см, 7–8 см діаметром. Насіння яйцеподібне, 21–26 мм завдовжки, 18–24 мм завширшки; саркотеста червона.

## Поширення, екологія
Країни поширення: Австралія (Новий Південний Уельс). Записаний на висотах від 800 до 1100 м над рівнем моря. Цей вид утворює колонії на гірських хребтах, схилах і укосах у від низького до високого лісі з від рідкісного для відносно щільного підліску. Рослини зазвичай знаходяться на крутих схилах у сухому склерофітному лісі на від щебенистих до кам'янистих суглинках.

## Загрози та охорона
Склерофітні ліси підлягають випадковим пожежам. Рослини зустрічаються в англ. Wingen Maid Nature Reserve та англ. Towarri National Park а також у ряді державних лісів.